# Clusia cardonae
Clusia cardonae är en tvåhjärtbladig växtart som beskrevs av Bassett Maguire. Clusia cardonae ingår i släktet Clusia och familjen Clusiaceae. Inga underarter finns listade i Catalogue of Life.